# Philippe Blaise
Philippe Blaise, né le 4 août 1969 à Nouméa, est un homme politique de Nouvelle-Calédonie et ancien cadre de banque. Il est membre des Républicains calédoniens et premier vice-président de la Province Sud depuis juin 2019.

## Formation
Philippe Blaise effectue sa scolarité au lycée Lapérouse et poursuit ses études supérieures à l'École des hautes études commerciales de Paris. 

### Politique
En 2011 il fonde le Mouvement républicain calédonien avec des dissidents du Rassemblement-UMP opposés à la levée du drapeau de Kanaky initié à l'époque par le sénateur Pierre Frogier. il est élu à la Province Sud et au Congrès de la Nouvelle-Calédonie depuis 2014 et conseiller municipale de Nouméa depuis 2008. En 2017 il rejoint le parti Les Républicains calédoniens présidé par Sonia Backès et devient le 17 mai 2019, 1er vice-président de la Province Sud succédant ainsi à Martine Lagneau.